# クリスチャン・ガリン
- クリスティアン・ガリン

クリスチャン・イグナシオ・ガリン・メドーネ（Cristian Ignacio Garín Medone, スペイン語発音: [ˈkɾis.tjãn iɣ.ˈna.sjo ɡa.ˈɾĩn me.ˈðo.ne]; 1996年5月30日 - ）はチリ・アリカ出身の男子プロテニス選手。ATPツアーでの優勝はシングルス5勝。自己最高ランキングはシングルス17位。ダブルス206位。身長185cm。右利き、バックハンド・ストロークは両手打ち。

## 選手経歴

### ジュニア時代
チリのサンディエゴで生まれた。5歳から父親と共にテニスを始める。

### 2013年 ATPツアー本戦参戦
2013年全仏オープン男子ジュニアシングルスでは決勝でアレクサンダー・ズベレフに勝利し、優勝を果たす。2013年VTRオープンではワイルドカードにより、ATPツアー本戦初出場を果たす。1回戦でドゥシャン・ラヨビッチを破り、初戦突破をする。年間最終ランキングは388位。

### 2014年 フューチャーズ初優勝
ナタール・フューチャーズではフューチャーズ初優勝を果たす。他にもフューチャーズ3勝目を挙げ、今季通算フューチャーズで4勝目を挙げた。年間最終ランキングは252位。

### 2016年 チャレンジャー初優勝
ジュネーブ・オープンで予選を勝ち上がり、ATPツアー本戦に出場する。リマ・チャレンジャーでATPチャレンジャーツアー初優勝を果たした。また、同年1月からデビスカップチリ代表にも選抜された。年間最終ランキングは211位。

### 2017年 グランドスラム初出場
ウィンブルドン選手権では予選を通過し、グランドスラム初出場をする。1回戦ではジャック・ソックに敗れた。年間最終ランキングは311位。

### 2018年 トップ100入り
2月のモレロス・オープン 、5月のリスボン・ベレム・オープン、9月のチッタ・ディ・コモ・チャレンジャーでATPチャレンジャーツアー3大会で準優勝を飾る。さらに10月になるとサンパウロ・チャレンジャー 、サンタ・ドミンゴ・オープン、リマ・チャレンジャーではチャレンジャー3勝を挙げた。年間最終ランキングは84位。

### 2019年 ツアー初優勝 トップ50入り
シドニー国際では予選敗退するも、全豪オープンではグランドスラム本戦に初のストレートイン。1回戦で第21シードのダビド・ゴファンに0-6, 2-6, 2-6のストレートで初戦敗退。3月のブラジル・オープンではツアー初の決勝進出をするも、ギド・ページャに敗れ、準優勝。しかし、4月の全米男子クレーコート選手権では決勝でキャスパー・ルードに勝利し、ツアー初優勝を飾った。

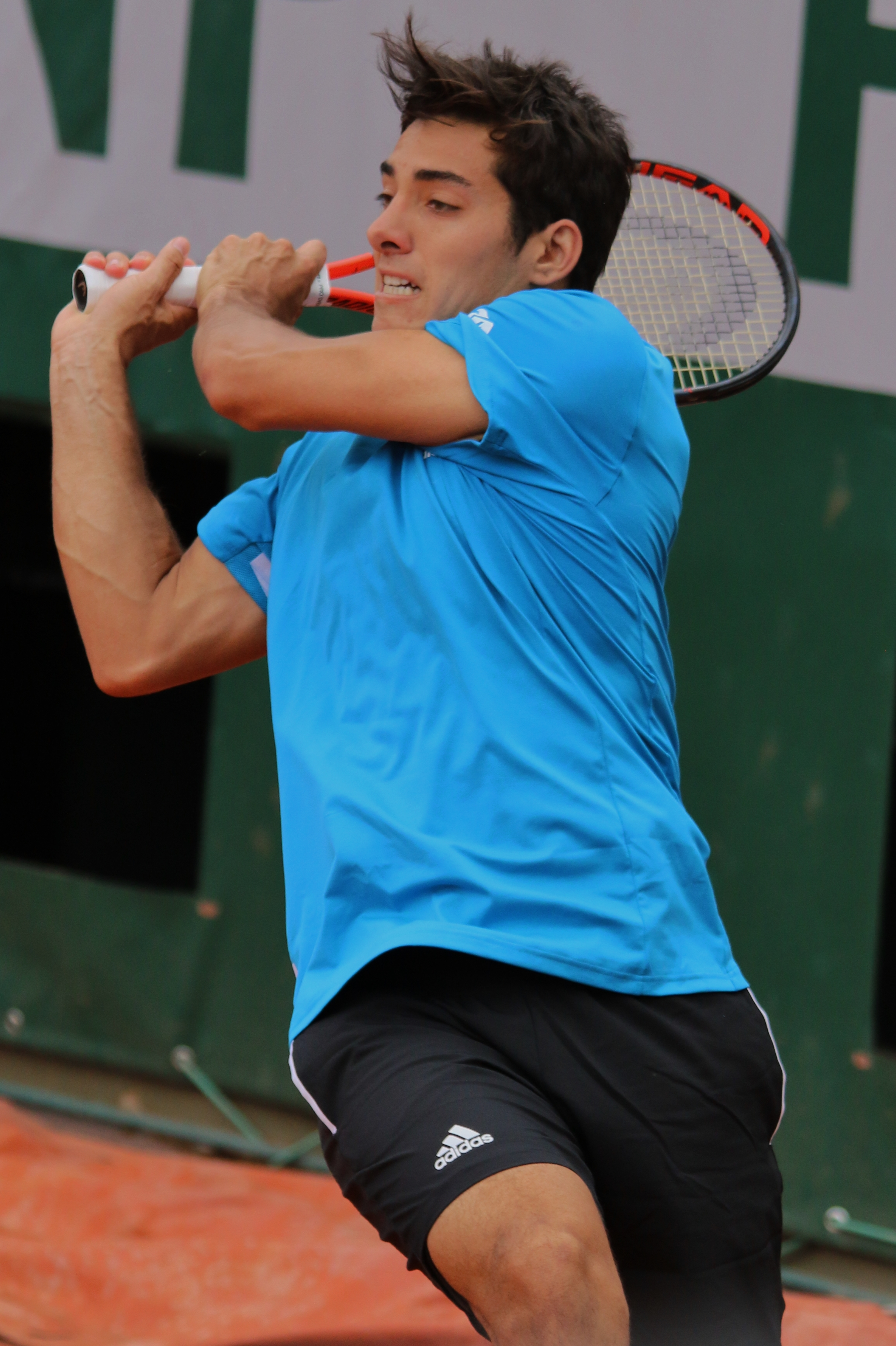
2019年全仏オープンでのクリスチャン・ガリン

BMWオープンではディエゴ・シュワルツマン、アレクサンダー・ズベレフらを下して、決勝進出。決勝ではマッテオ・ベレッティーニを破り、ツアー2勝目を挙げた。全仏オープンでは1回戦でライリー・オペルカを勝利。2回戦では元世界ランキング3位の第24シードのスタン・ワウリンカに1-6, 4-6, 0-6のストレートで敗退。

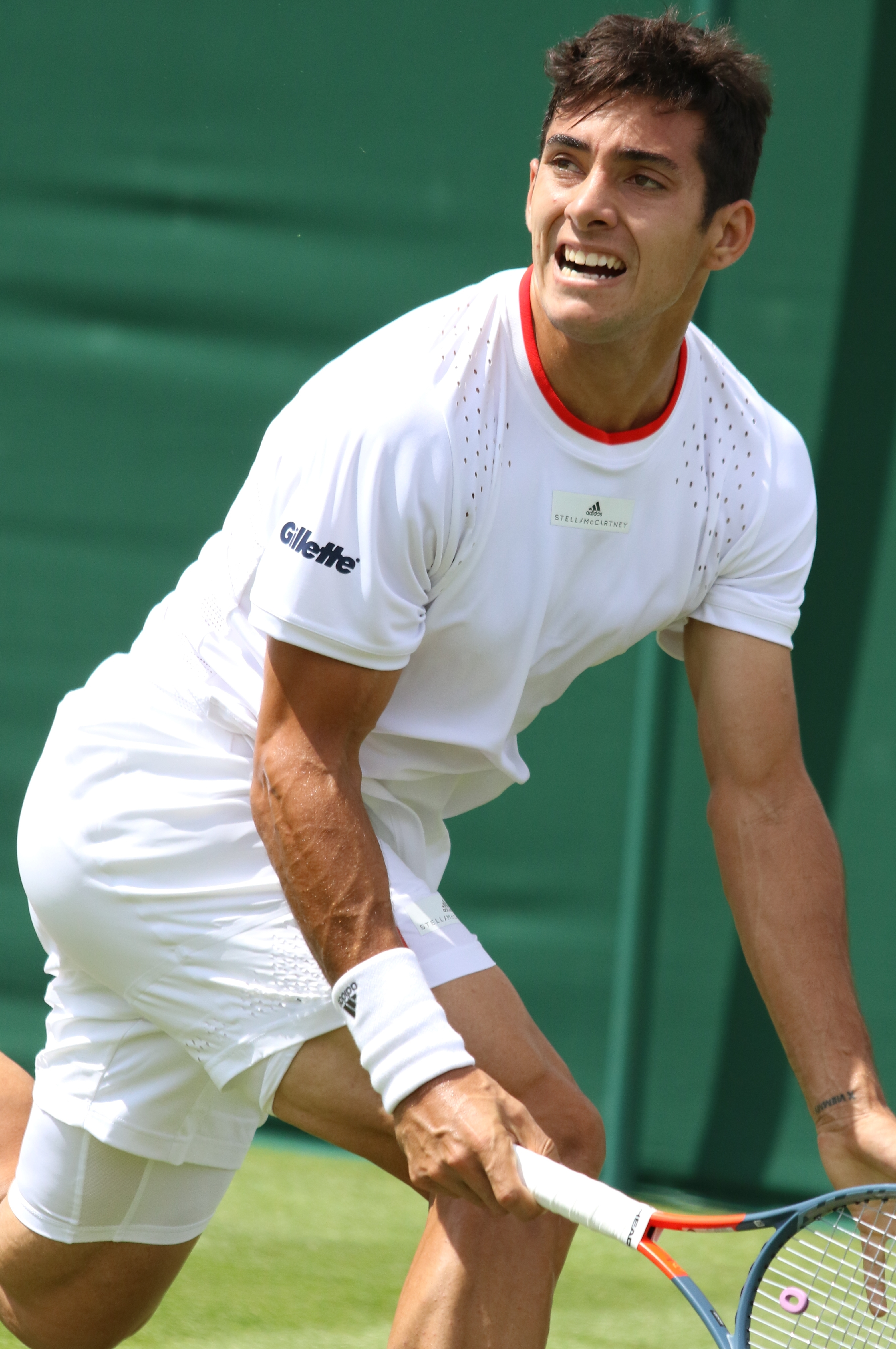
2019年ウィンブルドン選手権でのクリスチャン・ガリン

ウィンブルドン選手権では1回戦でアンドレイ・ルブレフに6-4, 4-6, 5-7, 4-6で敗退。スウェーデン・オープンではツアー初の第1シードとして出場するも、ジェレミー・シャルディーに初戦敗退。ナショナル・バンク・オープンでは3回戦進出。3回戦ではダニール・メドベージェフに敗れた。ウエスタン・アンド・サザン・オープンではアドリアン・マナリノに初戦敗退。全米オープンでは2回戦でアレックス・デミノーに3-6, 6-7, 3-6のストレートで敗れた。
上海マスターズでは2回戦でマッテオ・ベレッティーニに敗退。パリ・マスターズではATPマスターズ1000で初のベスト8入り。準々決勝ではグリゴール・ディミトロフに敗れた。ATPツアー2勝とマスターズ1000で準々決勝進出するなど飛躍した1年を過ごした。年間最終ランキングは33位。

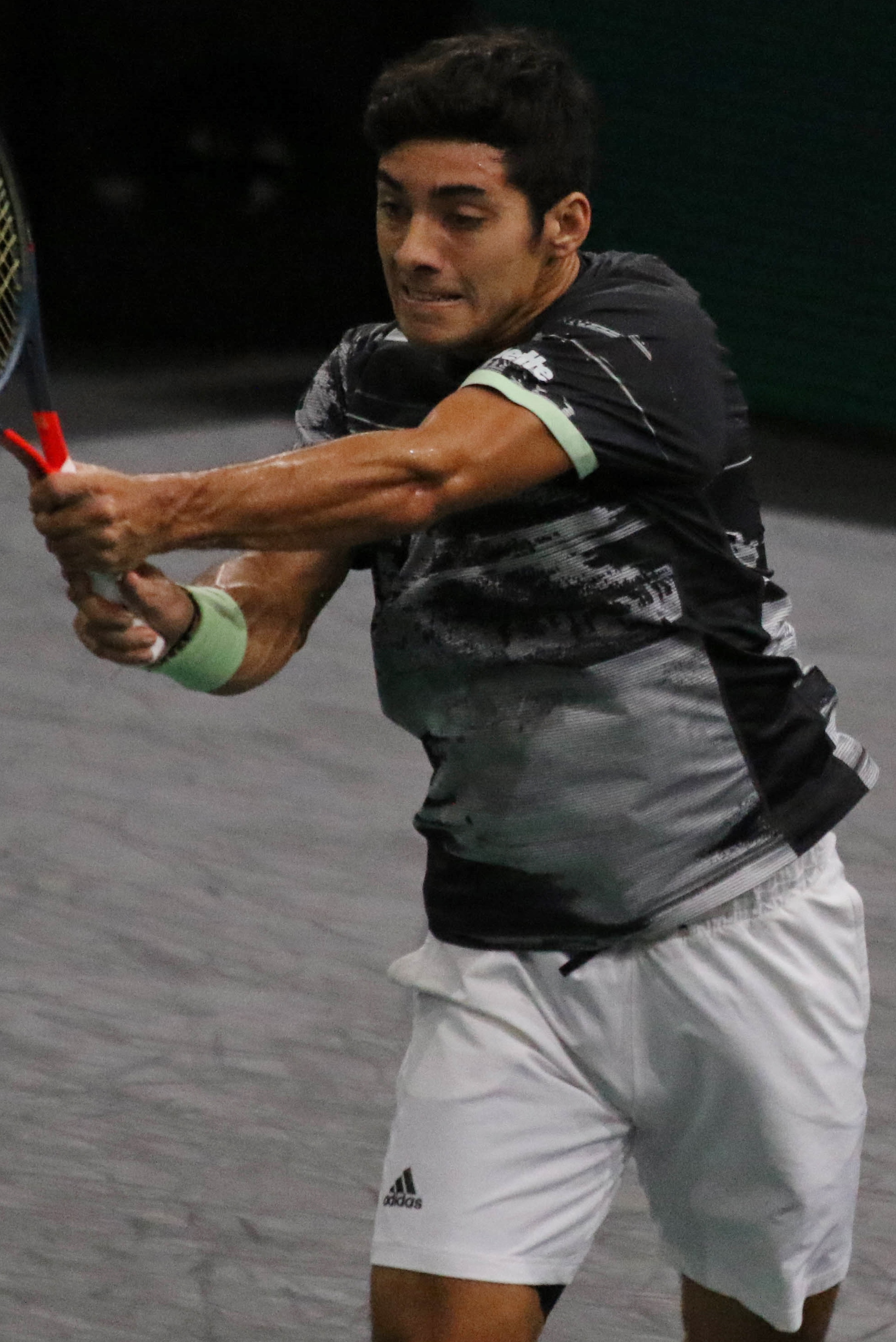
2019年パリ・マスターズでのクリスチャン・ガリン

### 2020年 ツアー4勝目
ATPカップではチリ代表として出場。セルビアのジョコビッチ、フランスのガエル・モンフィス、南アフリカ共和国のケビン・アンダーソンに敗れ、ラウンドロビン敗退。
全豪オープンでは1回でステファノ・トラヴァーリャに勝利。2回戦ではミロシュ・ラオニッチに敗退したが、その後のコルドバ・オープンとリオ・オープンで優勝を果たして、ツアー4勝目を挙げた。。
ウエスタン・アンド・サザン・オープンでは1回戦でアルヤズ・ベデネに敗れた。全米オープンでは第13シードとして出場したが、2回戦でミハイル・ククシュキンに2-6, 1-6, 6-3, 6-4, 5-7のフルセットの末に敗退。BNLイタリア国際ではボルナ・チョリッチに初戦敗退。全仏オープンでは第20シードとして出場。3回戦まで進出するもカレン・ハチャノフに2-6, 3-6, 6-4, 2-6で敗退。年間最終ランキングは22位。

### 2021年 ツアー5勝目 トップ20入り
チリ・オープンに出場。1セットも落とすことなく、地元でツアー優勝を果たし、ツアー5勝目を挙げた。モンテカルロ・マスターズでは3回戦でステファノス・チチパスに敗れた。同大会のダブルスでギド・ペラと組んでマスターズ1000のダブルスで初のベスト8入り。マドリード・オープンではフェルナンド・ベルダスコとドミニク・コプファーに勝利した後、世界3位のダニール・メドベージェフを破り、ベスト8入り。準々決勝ではマッテオ・ベレッティーニに敗れた。
全仏オープンでは第22シードとして出場。グランドスラム初の4回戦進出を果たし、4回戦では第2シードのダニール・メドベージェフに敗れた。ウィンブルドン選手権で第17シードで出場し、初の4回戦進出を果たした。4回戦では第1シードのノバク・ジョコビッチに敗れたが、この活躍により、2005年のフェルナンド・ゴンザレス以来のチリ人として初のウィンブルドン4回戦進出者となった。　
ナショナル・バンク・オープンではジョン・イズナーに初戦敗退。ウエスタン・アンド・サザン・オープンでもトミー・ポールに初戦敗退。全米オープンでは第16シードとして出場するも、2回戦敗退。BNPパリバ・オープンでは3回戦でアレックス・デミノーに敗れた。年間最終ランキングは17位。

### 2022年 ウィンブルドンベスト8
ATPカップでは2年ぶりにチリ代表として出場。セルビアのドゥシャン・ラヨビッチに勝利するも、スペインのロベルト・バウティスタ・アグート、ノルウェーのキャスパー・ルードに敗れ、ラウンドロビン敗退。
全豪オープンでは第16シードで出場して、1回戦でファクンド・バグニスを6-3, 6-4, 5-7, 6-7(4), 6-3、2回戦でペドロ・マルティネスに6-7(1), 7-6(4), 2-6, 6-2, 6-2の2試合連続のフルセットの熱戦で勝利するも、3回戦では第17シードのガエル・モンフィスに6-7(4), 6-1, 6-3のストレートで敗れた。
BNLイタリア国際ではベスト8入り。準々決勝でアレクサンダー・ズベレフに敗れた。全仏オープンでは3回戦で第7シードのアンドレイ・ルブレフに4-6, 6-3, 2-3, 6-7(11)で敗れた。ウィンブルドン選手権では3回戦でジェンソン・ブルックスビーに6-2, 6-3, 1-6, 6-4で勝利して、4回戦ではお互い初の大会ベスト8入りをかけて第19シードのアレックス・デミノーと対決して、2-6, 5-7, 7-6(3), 6-4, 7-6(6)のフルセットの熱戦の末に勝利を収め、同時にグランドスラム初のベスト8入りを果たした。だが準々決勝ではニック・キリオスに4-6, 3-6, 6-7(5)のストレートで敗れた。

### 2023年 ツアー通算100勝
2月のコルドバ・オープンではペドロ・マルティネスを7-6(3), 2-6, 6-0で破り、ツアー通算100勝を達成した。

### 2024年 トップ100圏外
全豪オープンではクリストファー・オコネルに6-3, 5-7, 6-4, 1-6, 5-7のフルセットの末に初戦敗退となったが、クレーシーズンでのエストリル・オープンとBMWオープンではベスト4進出をする。ウィンブルドン選手権では予選を通過するも、1回戦で商竣程に5-7, 4-6, 4-6のストレートで初戦敗退。

## ATPツアー決勝進出結果

### シングルス: 5回 (4勝1敗)
| 大会グレード                    |
| グランドスラム (0–0)            |
| ATPファイナルズ (0–0)           |
| ATPツアー・マスターズ1000 (0–0) |
| ATPツアー・500シリーズ (1–0)    |
| ATPツアー・250シリーズ (3–1)    |

| サーフェス別タイトル |
| ハード (0–0)         |
| クレー (4–1)         |
| 芝 (0–0)             |
| カーペット (0–0)     |

| 結果   | No. | 決勝日        | 大会             | サーフェス    | 対戦相手                 | スコア             |
| ------ | --- | ------------- | ---------------- | ------------- | ------------------------ | ------------------ |
| 準優勝 | 1.  | 2019年3月3日  | サンパウロ       | クレー (室内) | ギド・ペラ               | 5–7, 3–6           |
| 優勝   | 1.  | 2019年4月14日 | ヒューストン     | クレー        | キャスパー・ルード       | 7–6(7–4), 4–6, 6–3 |
| 優勝   | 2.  | 2019年5月5日  | ミュンヘン       | クレー        | マッテオ・ベレッティーニ | 6–1, 3–6, 7–6(7–1) |
| 優勝   | 3.  | 2020年2月9日  | コルドバ         | クレー        | ディエゴ・シュワルツマン | 2–6, 6–4, 6–0      |
| 優勝   | 4.  | 2020年2月23日 | リオデジャネイロ | クレー        | ジャンルカ・マジェル     | 7–6(7–3), 7–5      |

## 成績
略語の説明
| W | F | SF | QF | #R | RR | Q# | LQ | A | Z# | PO | G | S | B | NMS | P | NH |

W=優勝, F=準優勝, SF=ベスト4, QF=ベスト8, #R=#回戦敗退, RR=ラウンドロビン敗退, Q#=予選#回戦敗退, LQ=予選敗退, A=大会不参加, Z#=デビスカップ/BJKカップ地域ゾーン, PO=デビスカップ/BJKカッププレーオフ, G=オリンピック金メダル, S=オリンピック銀メダル, B=オリンピック銅メダル, NMS=マスターズシリーズから降格, P=開催延期, NH=開催なし.
| 大会           | 2017 | 2018 | 2019 | 2020 | 通算成績 |
| -------------- | ---- | ---- | ---- | ---- | -------- |
| 全豪オープン   | A    | A    | 1R   | 2R   | 1–2      |
| 全仏オープン   | LQ   | LQ   | 2R   |      | 1–1      |
| ウィンブルドン | 1R   | 1R   | 1R   |      | 0–3      |
| 全米オープン   | LQ   | LQ   | 2R   |      | 1–1      |

### 大会最高成績
| 大会                 | 成績 | 年         |
| -------------------- | ---- | ---------- |
| ATPファイナルズ      | A    | 出場なし   |
| インディアンウェルズ | 4R   | 2023       |
| マイアミ             | 3R   | 2023       |
| モンテカルロ         | 3R   | 2021       |
| マドリード           | QF   | 2021       |
| ローマ               | QF   | 2022       |
| カナダ               | 3R   | 2019       |
| シンシナティ         | 1R   | 2019-2021  |
| 上海                 | 2R   | 2020, 2023 |
| パリ                 | QF   | 2019       |
| オリンピック         | A    | 出場なし   |
| デビスカップ         | RR   | 2019, 2023 |
| ATPカップ            | RR   | 2020, 2022 |